# آسمان‌دژ
آسمان دژ یک بازی استراتژی برخط چندنفره گسترده مبتنی بر مرورگر است؛ که توسط یک شرکت ایرانی با نام توسعه‌گرشبیه ساز تولید شده‌است. این بازی به دو زبان فارسی و انگلیسی عرضه شده‌است. پس از پایان نسخهٔ اول بازی، نسخهٔ دوم با تغییر تکنولوژی، در بستر HTML5 طراحی و منتشر شد.

## داستان بازی
سال ۲۸۰۸ منظومه شمسی. بشر در اوج پیشرفت تکنولوژیکی خود به سر می‌برد. عمر بشر به متوسط ۱۵۰ سال رسیده و با استفاده از پرش در فضا Hyper Space به فواصلی در حد ۱۰ واحد نجومی بشر موفق شده که نسل خود را در منظومه شمسی گسترش دهد و ایجاد و استفاده از کرم چاله‌ها همچنان بزرگترین آرزوی بشر برای دست یافتن است.

## جوایز
در نخستین جشنواره بازی‌های رایانه‌ای بازی آسمان‌دژ به عنوان برترین بازی آنلاین ایرانی سال ۹۰ شناخته شد.
در ششمین جشنوارهٔ رسانه‌های دیجیتال بازی آسمان‌دژ به عنوان برترین بازی آنلاین سال 91 شناخته شد.